# العلاقات الإستونية السنغافورية
العلاقات الإستونية السنغافورية هي العلاقات الثنائية التي تجمع بين إستونيا وسنغافورة.

## مقارنة بين البلدين
هذه مقارنة عامة ومرجعية للدولتين:
| وجه المقارنة                                              | إستونيا                                                                             | سنغافورة                                                             |
| --------------------------------------------------------- | ----------------------------------------------------------------------------------- | -------------------------------------------------------------------- |
| المساحة (كم2)                                             | 45.34 ألف                                                                           | 719                                                                  |
| عدد السكان (نسمة)                                         | 1.32 مليون                                                                          | 5.89 مليون                                                           |
| الكثافة السكانية (ن./كم²)                                 | 29.11                                                                               | 819.19 ألف                                                           |
| العاصمة                                                   | تالين                                                                               | سنغافورة                                                             |
| اللغة الرسمية                                             | اللغة الإستونية                                                                     | لغة إنجليزية، اللغة الملايو، اللغة الصينية القياسية، اللغة التاميلية |
| العملة                                                    | يورو، كرون إستوني، كرون إستوني، المارك الإستوني                                     | دولار سنغافوري                                                       |
| الناتج المحلي الإجمالي (بليون دولار)                      | 25.92 مليار                                                                         | 323.91 مليار                                                         |
| الناتج المحلي الإجمالي (تعادل القوة الشرائية) بليون دولار | 38.11 مليار                                                                         | 472.59 مليار                                                         |
| الناتج المحلي الإجمالي الاسمي للفرد دولار أمريكي          | 17.79 ألف                                                                           | 52.89 ألف                                                            |
| الناتج المحلي الإجمالي للفرد دولار أمريكي                 | 28.14 ألف                                                                           | 82.76 ألف                                                            |
| مؤشر التنمية البشرية                                      | 0.871                                                                               | 0.925                                                                |
| رمز المكالمات الدولي                                      | +372                                                                                | +65                                                                  |
| رمز الإنترنت                                              | .ee                                                                                 | .sg                                                                  |
| المنطقة الزمنية                                           | ت ع م+02:00، ت ع م+03:00، توقيت شرق أوروبا، أوروبا/تالين ‏، توقيت شرق أوروبا الصيفي ‏ | ت ع م+08:00، توقيت سنغافورة المنسق ‏                                  |

## منظمات دولية مشتركة
يشترك البلدان في عضوية مجموعة من المنظمات الدولية، منها:
| علم المنظمة | اسم المنظمة                               | تاريخ انضمام إستونيا | تاريخ انضمام سنغافورة |
| ----------- | ----------------------------------------- | -------------------- | --------------------- |
|             | مؤسسة التنمية الدولية                     | 11 أكتوبر 2008       | 27 سبتمبر 2002        |
|             | يونسكو                                    | 14 أكتوبر 1991       | 8 أكتوبر 2007         |
|             | وكالة ضمان الاستثمار متعدد الأطراف        | 24 سبتمبر 1992       | 24 فبراير 1998        |
|             | الأمم المتحدة                             | 17 سبتمبر 1991       | 21 سبتمبر 1965        |
|             | الاتحاد البريدي العالمي                   | ?                    | ?                     |
|             | البنك الدولي للإنشاء والتعمير             | 23 يونيو 1992        | 3 أغسطس 1966          |
|             | المنظمة الهيدروغرافية الدولية             | ?                    | ?                     |
|             | الاتحاد الدولي للاتصالات                  | 19 مايو 1922         | 22 أكتوبر 1965        |
|             | منظمة حظر الأسلحة الكيميائية              | ?                    | ?                     |
|             | مؤسسة التمويل الدولية                     | 9 أغسطس 1993         | 4 سبتمبر 1968         |
|             | المركز الدولي لتسوية المنازعات الاستشارية | 23 يوليو 1992        | 13 نوفمبر 1968        |
|             | منظمة التجارة العالمية                    | ?                    | ?                     |
|             | منظمة الشرطة الجنائية الدولية             | ?                    | ?                     |

## وصلات خارجية
- موقع وزارة الخارجية الإستونية
- موقع وزارة الخارجية السنغافورية